# 동결융해
동결융해란 콘크리트가 저온과 고온의 환경에 반복적으로 노출되면서 동결과 융해를 반복하여 서서히 열화되는 현상을 말한다. 콘크리트 안의 수분이 얼었다가 녹았다가 하는 과정을 반복하여 생긴다.